# Кіяниця Микола Миколайович
Микола Миколайович Кіяниця (1995—2024) — солдат збройних сил України, учасник російсько-української війни.

## Життєпис
Народився 14 липня 1995 року в селі Долина. Закінчив місцеву школу, потім навчався у Професійному ліцеї в місті Українка. Також, навчався в Ржищівському професійному ліцеї за спеціальністю водій-тракторист. Брав участь в АТО.
Військову службу проходив в 61-й механізованій бригаді.
Загинув 13 січня 2024 року в Харківській області.
Похований в Обухові.

## Нагороди та вшанування
- орден «За мужність» II ступеня (21 червня 2024, посмертно) — за особисту мужність, виявлену у захисті державного суверенітету та територіальної цілісності України, самовіддане виконання військового обов'язку[1].
- орден «За мужність» III ступеня (20 січня 2024) — за особисту мужність, виявлену у захисті державного суверенітету та територіальної цілісності України, самовіддане виконання військового обов'язку[2].
- Почесний громадянин Обухова.
- Відзнака Президента України «За участь в антитерористичній операції»
- Почесний нагрудний знак командувача Сухопутних військ ЗСУ «За службу»
- Медаль «За оборону рідної держави».